# Воля і Батьківщина
«Воля і Батьківщина» — машинописний журнал підпільної організації Український Національний Фронт (УНФ). Виходив з жовтня 1964 до червня 1966 року (всього 16 чисел, загальний тираж близько 100 екземплярів).
Обсяг: 13-22 сторінки машинопису через 1,5 інтервалу. Автор більшості статей — керівник УНФ Дмитро Квецко. Редактор і друкар — Зіновій Красівський. Наклад кожного журналу — 6 примірників. Встановлено його поширення (в оригіналі і передруці) в 11 областях Української РСР. Публікувалися: проекти Програми та Статуту УНФ, Присяга члена організації, статті антирежимного та програмного самостійницького характеру, передруки з видань ОУН та УПА, самвидав.
Друкувався на так званому «цигарковому» папері (із такого крутили самокрутки) і майже не зберігся. Деякі екземпляри «Волі і Батьківщини» донедавна зберігалися в архівах комітету держбезпеки, і вже у часи незалежності багатьом людям, які сиділи за поширення цього видання, повернули зразки часопису.
Друк часопису припинено через арешти членів УНФ.
Відновлено у жовтні 1995 Львівською обласною організацією Конгресу Українських Націоналістів (головний редактор Іван Губка). Виходить щоквартально накладом 1000 примірників.
Упродовж 1995-2003 року надрукував усі 16 чисел підпільного часопису 1960-х. Також вони вміщені в праці «Український Національний Фронт: Дослідження, документи, матеріали» (2000).
Ви, байстрюки катів осатанілих
Не забувайте, виродки, ніде :
НАРОД МІЙ Є !!! В його 
Волячих жилах
Козацька кров клекоче і гуде !
Василь Симоненко.